# Goera dilatata
Goera dilatata là một loài trong họ Goeridae. Chúng phân bố ở miền Cổ bắc.